# 蒙库尔 (摩泽尔省)
蒙库尔（法語：Moncourt，法語發音：[mɔ̃kuʁ]）是法国摩泽尔省的一个市镇，属于萨尔堡-萨兰堡区。

## 地理
蒙库尔（48°43'6"N, 6°38'17"E）面积6.74 平方千米，位于法国大東部大區摩泽尔省，该省份为法国东北部内陆省份，是洛林的一部分，西南接默尔特-摩泽尔省，东临下莱茵省，北与卢森堡和德国接壤。
与蒙库尔接壤的市镇（或旧市镇、城区）包括：宽库尔、克叙尔、小伯藏日、拉加尔德、莱村、勒泽、奥姆赖。

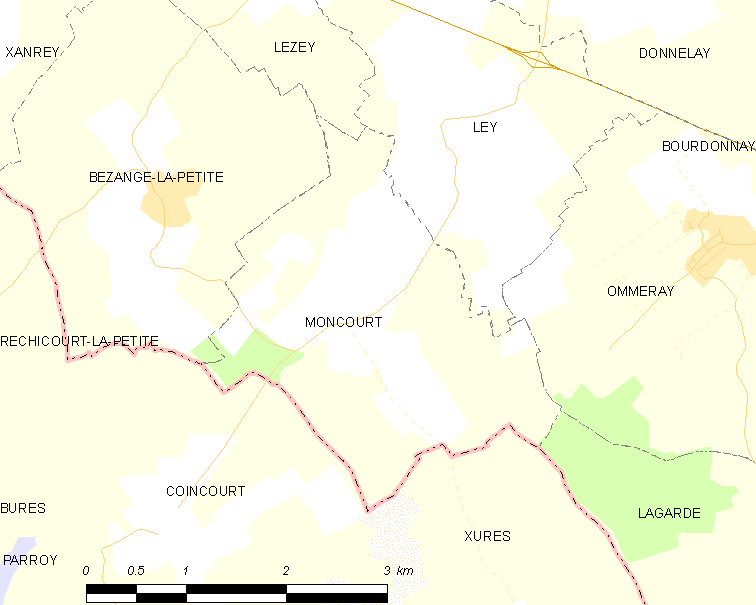
的OSM定位图

蒙库尔的时区为UTC+01:00、UTC+02:00（夏令时）。

## 行政
蒙库尔的邮政编码为57810，INSEE市镇编码为57473。

## 政治
蒙库尔所属的省级选区为索努瓦县。

## 人口

1962-2008年间人口变化图示

蒙库尔于2022年1月1日时的人口数量为63人。